# ORUMOK RECORDS
ORUMOK RECORDS（オルモックレコーズ）は、パイオニアLDCのレコードレーベルのひとつ。

## 概要
小室哲哉プロデュースによるアーティスト用として使用。1995年設置。第一弾CDは華原朋美のデビュー・シングル「keep yourself alive」。レーベル名称である「ORUMOK」とは、「KOMURO」（コムロ＝小室）を逆さ読みしたもの。
レーベルの趣旨は「CD売上至上主義ではなく、CD・レーザーディスク・VHS・SDメモリーカードといったハード面を駆使して、映像とシンクロした総合的なパッケージでも勝負できる音楽を生み出す」「TRFの様にデビューからミリオンアーティストに至るまでのアーティストのトータルなサクセス・ストーリーを通して、『成功へのマニュアル』を現実化させるべく展開し、同世代の若者達へ同じ世代のアーティストが発信する『夢への実現化への夢』を与える」「1から10まで好き勝手やれる環境を作る」「アーティストになりたい若い世代が自分の制作した作品をプロモーションできる機会を持たせたい」「僕とアーティストの意向をミュージック・ビデオで忠実に再現し、ストレートにイメージをユーザーに伝え、テレビ番組とアーティストのギャップを埋めることにより、アーティストのイメージダウンを防ぐ」ことをコンセプトにしている。
著作権に関しては音源制作のみならず、原盤権・直接販売権・パブリシティ権まで、ORUMOK側に権限のあるプロデュース契約が結ばれ、小室に通常では1～2%の契約より上の5%の著作権印税が直接支払われた。
華原朋美・dosに関してはデビュー時からテレビ番組・CMのブッキングを含めたプロモーションをバーニングパブリッシャーズに任せていたので、音楽出版権の50%をバーニングに渡している。
本レーベルの作品は、香港・台湾ではロックレコード系列の"魔岩唱片"（Magicstone Records）よりCDとカセットテープの2形態で発売されていた。
1998年にメディアファクトリーと提携し「factoryorumok」を設立するが、2001年に活動を中止する。

## 過去所属アーティスト
- 華原朋美（1998年にWARNER MUSIC JAPANに移籍、翌年小室プロデュースを離脱）
- H.A.N.D.（1996年解散）
- dos（1997年以降活動休止）